# Fimbristylis semidisticha
Fimbristylis semidisticha är en halvgräsart som beskrevs av Ethirajalu Govindarajalu. Fimbristylis semidisticha ingår i släktet Fimbristylis och familjen halvgräs. Inga underarter finns listade i Catalogue of Life.